# Зелёный (Торжокский район)
Зелёный — посёлок сельского типа в Торжокском районе Тверской области России. Входит в состав Марьинского сельского поселения.

## География
Находится в центральной части региона, в зоне хвойно-широколиственных лесов, в пределах восточной оконечности Валдайской возвышенности, на левом берегу реки Тверца в устье реки Логовежь, в 26 км к юго-востоку от города Торжка.

### Климат
Климат характеризуется как умеренно континентальный, влажный, с морозной зимой и умеренно тёплым летом. Среднегодовая температура воздуха — 3,9 °C. Средняя температура воздуха самого холодного месяца (января) — −10,2 °C (абсолютный минимум — −48 °C); самого тёплого месяца (июля) — 16,9 °C (абсолютный максимум — 35 °C). Вегетационный период длится около 169 дней. Годовое количество атмосферных осадков составляет около 575—600 мм, из которых большая часть выпадает в тёплый период. Снежный покров держится в течение 135 −140 дней. Среднегодовая скорость ветра варьирует в пределах от 3,1 до 4,1 м/с.
Находится

## Население
| 2008 | 2010 |
| ---- | ---- |
| 706  | ↘604 |

### Национальный и гендерный состав
Согласно результатам переписи 2002 года — 798 человек, 396 мужчины, 402 женщины.

## История
Калининская ордена «Знак Почета» государственная зональная машиноиспытательная станция создана в апреле 1958 года в деревне Крупшево. При ней возник жилой посёлок, который получил название посёлок МИС.

## Инфраструктура
- ФГУ «Калининская МИС» (развалили)
- ФГУП «ОПХ Калининской МИС» (развалили)
- МОУ Мисовская средняя общеобразовательная школа (по состоянию на 2013 год численность составляет примерно 50 человек)
- Детский сад (был переоборудован под реабилитационный центр, но так и не доделан)
- Гостиница (не функционирует, продана под дом престарелых)
- Дом культуры
- Торжокская сельская специальная школа-интернат

## Транспорт
Посёлок доступен автотранспортом.